# Сахивал (округ)
Сахивал (урду ضِلع ساہِيوال‎, англ. Sahiwal District) — один из 36 округов пакистанской провинции Пенджаб. Административный центр — город Сахивал.

## География
Площадь округа — 3 201 км². На севере граничит с округом Фейсалабад, на северо-западе — с округом Тоба-Тек-Сингх, на западе — с округом Ханевал, на юге — с округами Вихари и Пакпаттан, на востоке — с округом Окара.

## Административно-территориальное деление
Округ делится на два техсила:
- Сахивал
- Чичаватни

## Население
По данным переписи 1998 года, население округа составляло 1 843 194 человека, из которых мужчины составляли 51,73 %, женщины — соответственно 48,27 %. Уровень грамотности населения (от 10 лет и старше) составлял 43,9 %. Уровень урбанизации — 16,38 %. Средняя плотность населения — 575,82 чел./км².

## История
На территории современного округа Сахивал (в 35 км западнее его одноимённой столицы) в древности находился один из важнейших городов Индской цивилизации — Хараппа.